# Гэмлин, Ганнибал
Га́ннибал Гэ́млин (англ. Hannibal Hamlin; 27 августа 1809 — 4 июля 1891) — американский политический и государственный деятель; сенатор от штата Мэн, 15-й вице-президент США на первом сроке Авраама Линкольна в период Гражданской войны.

## Биография
После окончания местных школ и Хебронской Академии Гэмлин, сменив множество профессий, в 1833 году приступил к юридической практике. В 1836 году Гэмлин был избран в Палату представителей Мэна, где находился до 1841 года. В 1840 году он неудачно пытался избраться в Палату представителей США, в которой находился в 1843—1847 годах. В 1848 году он был избран по вакансии в Сенат, а в 1851 году — на полный срок. В тот период он был членом Демократической партии, и поддерживал кандидатуру Франклина Пирса на выборах в 1852 году. 12 июня 1856 года Гэмлин вышел из Демократической партии и вступил в новосозданную Республиканскую партию. 8 января 1857 года Гамлин стал губернатором Мэна, будучи избран со значительным большинством голосов, но уже 25 февраля оставил этот пост и вернулся в Сенат.
В 1860 году Гэмлин был номинирован в вице-президенты в паре с Авраамом Линкольном на президентских выборах, и был избран, став первым вице-президентом от Республиканской партии, а также от штата Мэн. Гэмлин показал себя как сильный оратор и убеждённый противник рабства. Гэмлин способствовал назначению Джозефа Хукера на пост командующего Потомакской армией. Действия Хукера были неудачны, и это, а также излишне радикальные позиции и заявления Гэмлина, явились причиной того, что на президентских выборах в 1864 году Линкольн, никак не мотивировав своего решения, предпочёл выбрать кандидатом в вице-президенты демократа-южанина Эндрю Джонсона в рамках политики будущего национального примирения. Гэмлин удалился в свой дом в Бангоре.
В 1869 году он был вновь избран в Сенат, с 1877 по 1879 был председателем комитета по международным отношениям. В 1881 году президент Джеймс Гарфилд назначил Гэмлина послом в Испании, каковую должность тот занимал в течение года. После этого Гэмлин ушёл из политики и жил в своём доме в Бангоре, впрочем, оказывая значительное влияние на общественную жизнь штата. Он умер в День независимости США во время игры в карты в клубе «Тарратайн» в Бангоре.